# Jean-Yves Escoffier
Jean-Yves Escoffier (Lione, 12 luglio 1950 – Los Angeles, 1º aprile 2003) è stato un direttore della fotografia francese.
Noto principalmente per aver lavorato ai primi tre lungometraggi di Leos Carax, è stato definito da Antoine de Baecque «il direttore della fotografia più dotato della sua generazione».

## Biografia
Nato a Lione nel 1950, ha cominciato da assistente operatore di Claude Lanzmann sul set di Shoah. Incontra Leos Carax nel 1983 per le riprese di Boy Meets Girl. Lavoreranno altre due volte assieme, in Rosso sangue (1986) e Gli amanti del Pont-Neuf (1991), prima che il loro sodalizio artistico volga al termine a causa degli estremi problemi produttivi di quest'ultimo film, che rendono Escoffier inviso nell'industria cinematografica francese, come anche Carax. Si trasferisce dunque negli Stati Uniti, dove dirige la fotografia di film come Il corvo 2, Gummo di Harmony Korine e Will Hunting - Genio ribelle, prima di morire d'arresto cardiaco a 52 anni a Los Angeles.

## Filmografia

### Cinema
- Le Château de sable, regia di Co Hoedeman – cortometraggio (1977)
- Ulysse, regia di Agnès Varda – cortometraggio (1983)
- Boy Meets Girl, regia di Leos Carax (1984)
- Tre uomini e una culla (3 hommes et un couffin), regia di Coline Serreau (1985)
- Rosso sangue (Mauvais Sang), regia di Leos Carax (1986)
- Mentire per non morire (Jaune revolver), regia di Olivier Langlois (1988)
- Gli amanti del Pont-Neuf (Les Amants du Pont-Neuf), regia di Leos Carax (1991)
- Incubo d'amore (Dream Lover), regia di Nicholas Kazan (1994)
- Jack & Sarah, regia di Tim Sullivan (1995)
- Il corvo 2 (The Crow: City of Angels), regia di Tim Pope (1996)
- La grazia nel cuore (Grace of My Heart), regia di Allison Anders (1996)
- Una ragazza sfrenata (Excess Baggage), regia di Marco Brambilla (1997)
- Gummo, regia di Harmony Korine (1997)
- Will Hunting - Genio ribelle (Good Will Hunting), regia di Gus Van Sant (1997)
- Il giocatore (Rounders), regia di John Dahl (1998)
- Il prezzo della libertà (Cradle Will Rock), regia di Tim Robbins (1999)
- Betty Love (Nurse Betty), regia di Neil LaBute (2000)
- 15 minuti - Follia omicida a New York (15 Minutes), regia di John Herzfeld (2001)
- Possession - Una storia romantica (Possession), regia di Neil LaBute (2002)
- La macchia umana (The Human Stain), regia di Robert Benton (2003) - postumo

### Televisione
- Witch Hunt - Caccia alle streghe (Witch Hunt), regia di Paul Schrader – film TV (1994)
- Un secolo di cinema - Viaggio nel cinema americano di Martin Scorsese (A Personal Journey with Martin Scorsese Through American Movies), regia di Martin Scorsese e Michael Henry Wilson – film TV documentario (1995)

### Video musicali
- Love Don't Live Here Anymore – Madonna (1996)
- Cochise – Audioslave (2002)
- Hurt – Johnny Cash (2003)

## Riconoscimenti
- Premio César
  - 1987 - Candidatura alla migliore fotografia per Rosso sangue
- European Film Award
  - 1992 - Migliore fotografia per Gli amanti del Pont-Neuf
- MTV Video Music Award
  - 2003 - Migliore fotografia per Hurt di Johnny Cash